# لیندا ترینکاس زاگزبسکی
لیندا ترینکاس زاگزبسکی (زاده ۱۹۴۶) فیلسوف آمریکایی و استاد دانشگاه اوکلاهما است. او در زمینه‌های معرفت‌شناسی، فلسفه دین و نظریه فضیلت می‌نویسد. او (۲۰۱۵–۲۰۱۶) رئیس انجمن فلسفی آمریکا بود و در پاییز ۲۰۱۵ سخنرانی‌های گیفورد را در دانشگاه سنت اندروز ارائه داد. وی رئیس سابق انجمن فلسفی کاتولیک آمریکا و رئیس پیشین انجمن فیلسوفان مسیحی است. او یکی از فلوهای گاگنهایم ۲۰۱۱–۲۰۱۲ بود.

## زندگی
وی لیسانس خود را از دانشگاه استنفورد، کارشناسی ارشد خود را از دانشگاه کالیفرنیا، برکلی و دکتری‌اش را از دانشگاه کالیفرنیا لس آنجلس (پایان‌نامه: انواع طبیعی) دریافت کرد.